# 迪克森 (新墨西哥州)
迪克森（英語：Dixon）是位於美國新墨西哥州里奧阿里巴縣的普查規定居民點。

## 人口
根據2020年美國人口普查的數據，迪克森的面積為30.06平方千米，當中陸地面積為29.87平方千米，而水域面積為0.19平方千米。當地共有人口938人，而人口密度為每平方千米31.2人。